# السناحي (إب)
السناحي هي إحدى قرى عزلة بني عواض. وهي تتبع جغرافيًا لمحافظة إب. وإداريًا لمديرية بعدان. يبلغ تعداد سكانها 3407 نسمة حسب الإحصاء الذي جرى عام 2004.